# الديار العليا (القطن)
'

تعديل مصدري - تعديل

الديار العليا هي إحدى قرى عزلة القطن بمديرية القطن التابعة لمحافظة حضرموت، بلغ تعداد سكانها 383 نسمة حسب تعداد اليمن لعام 2004.